# فیرلای (تگزاس)
فیرلای (به انگلیسی: Fairlie) یک منطقهٔ مسکونی در ایالات متحده آمریکا است که در شهرستان هانت، تگزاس واقع شده‌است. فیرلای ۸۰ نفر جمعیت دارد.